# المؤتمر الدولي لاستعراض الرؤية العالمية للهولوكوست
المؤتمر الدولي لاستعراض الرؤية العالمية للهولوكوست هو مؤتمر استمر يومين في طهران، إيران وافتتح في 11 ديسمبر 2006. وقال وزير الخارجية الإيراني منوشهر متكي إن المؤتمر لم يسع إلى "إنكار أو إثبات الهولوكوست، ولكن توفير مناخ علمي مناسب للعلماء لتقديم آرائهم بحرية حول قضية تاريخية". وكان من بين المشاركين ديفيد دوك، وموشيه أرييه فريدمان، وروبرت فوريسون، وفريدريك توبين، وريتشارد كريج، وميشيل رينوف، وأحمد رامي، وديفيد وايس من ناطوري كارتا.
وقد وُصِف المؤتمر في الغرب بأنه "مؤتمر إنكار الهولوكوست " أو "اجتماع منكري الهولوكوست". وأثار المؤتمر انتقادات غربية شديدة. وقد أدانها الفاتيكان، ووصفتها إدارة الرئيس الأمريكي جورج دبليو بوش بأنها "إهانة للعالم المتحضر برمته"، ووصفها رئيس الوزراء البريطاني توني بلير بأنها "صادمة تفوق الخيال". حضر مؤرخو الهولوكوست مؤتمرًا منفصلاً في برلين تم تنظيمه احتجاجًا على التجمع في إيران، ووصفوه بأنه "محاولة لإخفاء معاداة السامية باللغة العلمية".